# (90125) Chrissquire
(90125) Chrissquire est un astéroïde de la ceinture principale.

## Description
(90125) Chrissquire est un astéroïde de la ceinture principale. Il est découvert le 11 décembre 2002 à Socorro par le projet LINEAR. Il présente une orbite caractérisée par un demi-grand axe de 2,55 UA, une excentricité de 0,09 et une inclinaison de 3,8° par rapport à l'écliptique.
Il est nommé d'après Chris Squire, bassiste et chanteur du groupe de rock progressif Yes.

## Compléments